# ويليام بيرسون جونيور
ويليام بيرسون جونيور (بالإنجليزية: William Pierson)‏ هو مؤرخ وفنان أمريكي، ولد في 4 يونيو 1911، وتوفي في 3 ديسمبر 2008.